# Batalla de Lepanto
La batalla de Lepanto (en italiano: Battaglia di Lepanto; en turco: İnebahtı deniz muharebesi, 'batalla naval de İnebahtı') fue un combate naval que tuvo lugar el 7 de octubre de 1571 en el golfo de Patras, cerca de la ciudad griega de Naupacto, en ese entonces conocida como Lepanto.
Se enfrentaron en ella la armada del Imperio otomano contra la coalición católica organizada por el papa Pío V, llamada Liga Santa, formada por el Imperio español, los Estados Pontificios, la República de Venecia, la Orden de Malta, la República de Génova y el Ducado de Saboya. Las fuerzas otomanas navegaban hacia el oeste desde su estación naval en Lepanto cuando se encontraron con la flota de la Liga Santa que navegaba hacia el este desde Mesina, en Sicilia. El Imperio español y la República veneciana eran las principales potencias de la coalición, ya que la liga estaba financiada en gran parte por Felipe II de España, y Venecia era el principal contribuyente de barcos.
Los católicos, liderados por Juan de Austria, resultaron victoriosos y se salvaron solo treinta galeras otomanas. Se frenó así el expansionismo otomano en el Mediterráneo oriental durante algunas décadas y se provocó que los corsarios aliados de los otomanos abandonaran sus ataques y expansiones hacia el Mediterráneo occidental.
En la historia de la guerra naval, Lepanto marca el último gran enfrentamiento en el mundo occidental que se libró casi en su totalidad entre naves de remo, específicamente las galeras y galeazas, que eran descendientes directas de los antiguos barcos de guerra trirreme. La batalla fue en esencia una «batalla de infantería sobre plataformas flotantes». Fue la mayor batalla naval de la historia occidental desde la antigüedad clásica, con más de 400 barcos de guerra. En las décadas siguientes, la creciente importancia del galeón y la táctica de la línea de batalla desplazarían a la galera como el principal navío de guerra de su época, marcando el inicio de la «Era de la Vela».

La victoria de la Liga Santa es de gran importancia en la historia de Europa y del Imperio Otomano, ya que marcó el punto de inflexión de la expansión militar otomana en el Mediterráneo, si bien las guerras otomanas en Europa continuarían durante otro siglo. Durante mucho tiempo se le ha comparado con la batalla de Salamina, tanto por los paralelismos tácticos como por su importancia crucial en la defensa de Europa contra la expansión imperial. También tuvo una gran importancia simbólica en un periodo en el que Europa estaba desgarrada por sus propias guerras de religión tras la Reforma Protestante. El Papa Pío V instituyó la fiesta de Nuestra Señora de la Victoria, y Felipe II de España utilizó la victoria para reforzar su posición como «Rey Católico» y defensor de la cristiandad contra la incursión musulmana. El historiador Paul K. Davis escribe que:
Más que una victoria militar, Lepanto fue una victoria moral. Durante décadas, los turcos otomanos habían aterrorizado a Europa, y las victorias de Solimán el Magnífico provocaron una gran preocupación en la Europa cristiana. La derrota en Lepanto ejemplificó aún más el rápido deterioro del poderío otomano bajo Selim II, y los cristianos se regocijaron de este revés para los otomanos. La mística del poder otomano se vio empañada significativamente por esta batalla, y la Europa cristiana se animó.
En esta batalla participó Miguel de Cervantes, que resultó herido y perdió la movilidad de su mano izquierda, lo que le valió el sobrenombre de «manco de Lepanto». Este escritor, que estaba muy orgulloso de haber combatido allí, la calificó como «la más memorable y alta ocasión que vieron los pasados siglos, ni esperan ver los venideros». También introdujo la historia en el Quijote, a través de la narración del cautivo, como típica obra de literatura de frontera.

## Contexto histórico
Durante el siglo XVI los otomanos habían conquistado los territorios que formaron en el pasado parte del Imperio bizantino. La Europa protestante, en cierta forma, los consideraba un útil aliado contra la Contrarreforma católica. Francia, por su parte, estaba atrapada entre la dinastía Habsburgo que gobernaba en Austria y la que lo hacía en España y los Países Bajos. El Imperio otomano estaba aún en expansión gracias a la base de Tolón, ofrecida por Francisco I, rey de Francia, e incluso estaba en condiciones de amenazar a España y a Malta.
En el combate naval los otomanos aprendieron mucho de los bizantinos, sobre todo en lo que respecta a la navegación fluvial. El Imperio otomano no encontraba una barrera en las montañas, sino en la navegabilidad de los ríos, y fueron sus bases principales Estambul (Constantinopla) y Edirne (Adrianópolis).
Los diferentes Estados de Italia se aliaban más a menudo con potencias extranjeras (incluidos los otomanos) que entre ellos mismos. Las deficientes comunicaciones terrestres que poseía la península itálica contribuyeron a una fragmentación crónica. Los venecianos definían como antemurale a Chipre y a sus otras posesiones isleñas frente a una amenaza otomana, en referencia a que se podían usar para mantener al enemigo a cierta distancia.
El Tratado de Cateau-Cambrésis de 1559 dio a Felipe II una libertad de acción en el Mediterráneo de la que no gozó su padre, Carlos I. Además, los antemurale de Felipe II eran sus fortalezas norteafricanas en el sur y Apulia, Calabria y Sicilia en el Mediterráneo central.
En 1510, 16 000 soldados dirigidos por García de Toledo invaden la isla de Yerba, en Túnez, pero los musulmanes terminan derrotándolos. Diez años después Hugo de Moncada desembarcará unos 15 000 soldados en Yerba, provocando la sumisión del jeque local y marchándose posteriormente. Sin embargo, el corsario musulmán Dragut se instaló en la isla y atacó Italia, llegando incluso a apoderarse de los pueblos napolitanos de Pozzuoli y Castellammare. Luego Dragut tomó el pueblo africano de Mahdia, que fue recuperado por una expedición de Andrea Doria que logró también aislar al corsario en Yerba. Solimán tomó la expedición de Andrea Doria como una declaración de guerra y en 1551 mandó una flota que, junto con la de Dragut, recuperó Mahdia, atacó Malta y la isla de Gozo y arrebató Trípoli a los Caballeros de San Juan. Carlos I había mandado a estos caballeros defender Trípoli a cambio de establecerse en Malta en 1530. Sin embargo, tras esto, Trípoli se convirtió en un principado corsario que fue subsumido por el Imperio otomano, y la isla de Yerba continuó en manos de corsarios aliados del Imperio otomano pero con cierta autonomía.
Los otomanos debían zarpar desde Grecia, pero esto exponía sus vías de comunicación marítimas a los Caballeros de Malta. En las aguas situadas entre Zante y Cefalonia, el caballero Mathurin d'Aux de Lescout Romegas capturará un barco mercante musulmán. Los turcos aprovecharán este incidente para intentar acabar con este enclave católico en un intento de asedio fallido a Malta en 1565.
Los papas habían tenido cierto éxito en la organización de ligas santas en las cuales los intereses de las naciones coincidían. El término Liga Santa ya se había utilizado para dotar de dignidad a las coaliciones contra Francia de Alejandro VI y Julio II en 1495 y 1511 y contra Venecia en 1508. Desde la última liga santa de finales de la década de 1530, la contribución anual (subssidio) proporcionado por el papa, de una décima parte de las rentas eclesiásticas, había servido para reforzar las defensas de la República de Venecia en el mar Adriático. El 27 de febrero de 1570 se aumentó la contribución en una décima parte más, a 100 000 ducados, aunque el papa condicionó las ayudas posteriores a la participación de Venecia en la próxima liga santa. La política veneciana fue encaminada a aprovechar al máximo los beneficios de una alianza, como obtener grano a un precio ventajoso para compensar las malas cosechas en Venecia y la pérdida de abastecimiento del grano egipcio. La declaración de guerra de Venecia al Imperio otomano sirvió para obtener grano a buen precio de los Estados pontificios, Nápoles y Sicilia.
El papa también ejercía gran influencia sobre España, ya que sus defensas marítimas dependían igualmente del subssidio. Por ello Felipe II aceptó participar en la Liga Santa contra los otomanos, recibiendo gracias papales como la de la recaudación de las indulgencias de Cruzada y la del mayor contribuyente al diezmo eclesiástico general excusado. Esta situación económicamente ventajosa para España le permitió a la Corona obtener préstamos a interés muy bajo de los banqueros genoveses. Si bien Felipe II quedaba obligado a una expedición militar contra los otomanos cada año, debió de sentirse muy agradado cuando, en 1573, Venecia y el Imperio otomano firmaron la paz, puesto que siguió obteniendo gracias papales sin la obligación de participar en más batallas. En general se puede afirmar que Felipe II salió beneficiado económicamente de la Liga Santa.
El papa san Pío V tenía entre sus objetivos combatir el protestantismo y el islam. Había participado en la victoria de los católicos franceses sobre los hugonotes en Moncontour en 1569.
En lo que respecta a España, la Reconquista había desplazado a muchos moriscos y había repoblado las tierras, antes musulmanas, con cristianos. Sin embargo, España albergaba aún población musulmana. En el siglo xvii serían expulsados de España por Felipe III, pero durante el siglo xvi protagonizaron tres revueltas: la primera en las Alpujarras en 1501, la segunda en Valencia en 1525 y la tercera fue en 1568. Farax ben-Farax inició una revuelta de moriscos en la ciudad de Granada el 26 de diciembre de 1568 pero la revuelta solamente se consolidaría en las Alpujarras, desde donde podían recibir suministros procedentes de Argelia. Felipe II confió la represión de la revuelta a su hermano, Juan de Austria. Sin embargo, los hechos pusieron de manifiesto que el islam era una amenaza para la Corona española, tanto dentro como fuera de las fronteras.

## Antecedentes

### La conquista otomana de Chipre
Chipre, en manos venecianas, era el último de los Estados Cruzados que permanecía bajo manos latinas, y el sultán Selim II, como rey de Jerusalén, reclamó su jurisdicción sobre la isla.
Astorre Baglione, el nuevo gobernador de Chipre, había llegado el 1 de mayo de 1570 con 2000 hombres que había reclutado en Perugia y se trasladó a defender la ciudad portuaria de Famagusta, que había hecho un esfuerzo en modernizar sus defensas, por considerar que Nicosia estaría condenada si todos los puertos caían en manos otomanas, y dejó a Niccolò Dandolo para defender Nicosia.
Entre 1567 y 1570 la capital de Chipre, Nicosia, había sido completamente fortificada siguiendo el modelo trace italienne, con once bastiones muy bien proyectados distribuidos de forma uniforme en un perímetro circular de 5 kilómetros. En el momento de su asedio por los otomanos, la ciudad contaba con 56 550 personas, de las cuales solamente 12 000 resultaban aptas para combatir. Para resistir el ataque se requería un contingente de 20 000 hombres, por lo que se esperaba el apoyo de los campesinos chipriotas, que finalmente no tuvo lugar, en parte por el mal liderazgo de Niccolò Dandolo.<
El 26 de julio, los otomanos ponen cerco a Nicosia y durante 46 días la fuerza de asedio fue aumentando con refuerzos de Asia Menor y Siria hasta llegar a los 100 000 hombres. El 9 de septiembre cae Nicosia. Posteriormente la mayoría de los jenízaros y cipayos otomanos se fueron y comenzaron a llegar voluntarios a Chipre, con lo cual, aunque aumentó la cantidad de otomanos, disminuyó la calidad y dio posibilidades a Baglione en Famagusta. Para defender un perímetro tres veces menor que Nicosia, Baglione contaba con 1000 italianos, 3000 chipriotas, 100 estradiotes y los estradiotes que lograron escapar de Nicosia. El 19 de mayo de 1571, los otomanos iniciaron el cerco de Famagusta y la ciudad tuvo que levantar la bandera blanca tras 64 días de bombardeos en los que se usaron unos 100 cañones.
Los países católicos formarán una armada contra los otomanos que se reúne en el puerto de Suda, en la isla de Candia (Creta).
- Por parte veneciana hay 136 galeras, 11 galeazas y 14 naves, al mando de Girolamo (Jerónimo) Zanne, Antonio de Canale y Jacobo Celsi.
- Las fuerzas pontificias constan de 12 galeras al mando de Marco Antonio Colonna.
- Felipe II aporta 50 galeras mandadas por Gian o Juan Andrea Doria (sobrino del fallecido Andrea Doria), que debía ponerse a las órdenes de Colonna.

En total suman 198 galeras, 11 galeazas, un galeón, 7 naves más, con un total de 1300 cañones y 48 000 hombres, de los que solo 16 000 son gente de guerra.
La gran     flota veneciana lanzada al mar al mando de Girolamo Zanne para impresionar a Selim II quedó mermada por el tifus en Zara y, para colmo, la propia Zara se encontraba en peligro por los corsarios otomanos y dejaron soldados allí. La flota terminó la campaña de 1570 desmoralizada y muy mermada y no hubiera estado en posición de ayudar a Chipre aunque lo hubiese intentado. Por ello Juan Andrea Doria, al ver que no había acuerdo posible entre las fuerzas cristianas, decide volverse a Sicilia el 5 de octubre. En el regreso a sus bases, las fuerzas venecianas y pontificias sufren un temporal en el que se pierden 14 de las galeras venecianas. El papa y Venecia culparon al almirante español del fracaso de la operación. Los motivos de Juan Andrea Doria para no emprender un ataque contra fuerzas turcas superiores se basaban en el mal estado de las dotaciones y del armamento de las galeras de Venecia.
Lo que más trascendió de los trayectos y combates de las campañas de 1570 y 1571 en el Mediterráneo antes de la batalla de Lepanto fue la conquista de Chipre por los otomanos.

### La Liga Santa
La armada aliada estuvo al mando de don Juan de Austria, secundado en la armada real por Álvaro de Bazán, Alejandro Farnesio, Luis de Requesens y Juan Andrea Doria; mientras que la veneciana iba capitaneada por Sebastián Veniero y la pontificia por Marco Antonio Colonna. Entre todos reunieron más de 200 galeras, seis galeazas y otras naves auxiliares. La escuadra turca —al mando de Alí Bajá (señor de Argel y gran marino a las órdenes del sultán turco Selim II)— contaba con 260 galeras.
Ante el fracaso de esta expedición, Pío V reúne a plenipotenciarios reales y venecianos para tratar de tomar medidas efectivas contra la expansión turca por el Mediterráneo. Las discusiones se centraron en las misiones de la Liga y la duración de la concentración de las fuerzas, con posturas encontradas entre venecianos y españoles. Los primeros querían restringir su ámbito al Mediterráneo Oriental, mientras que los españoles deseaban incluir las costas del norte de África.
El acuerdo para la creación de la Liga Santa se anunció el 25 de mayo de 1571. El 20 de mayo había sido rubricado, en presencia de Pío V, por representantes del papa, de Felipe II, las repúblicas de Venecia y Génova, el gran duque Cosimo de Toscana, el duque Emanuele Filiberto de Saboya, el duque Francesco María (Della Rovere) de Urbino, el duque Ottavio (Farnese) de Parma y los caballeros de Malta. Estaba redactado en los siguientes términos:
- Servirá tanto para atacar a Turquía como para atacar las plazas otomanas del norte de África, y el objetivo primordial sería la toma de Chipre y Tierra Santa. Felipe II deseaba ser rey de Jerusalén y la conquista cristiana de Chipre, si se hubiera producido, habría generado un conflicto entre Saboya y Venecia. Las conquistas del norte de África quedarían en manos de España, aunque el botín de guerra sería dividido proporcionalmente entre los miembros de la Liga en función de su contribución.[Bi. 20]
- La armada estará formada por 200 galeras, 100 naves, 50 000 soldados de infantería españoles, alemanes e italianos y 4500 jinetes, así como un número "adecuado" de cañones y otros suministros. La Santa Sede se comprometió a aportar 12 galeras, 3000 infantes, 270 soldados de caballería ligera y a pagar, con sus rentas, una sexta parte del total del coste de la Santa Liga.[Bi. 20]
- España sufragará tres sextos de los gastos (la mitad del total), Venecia dos sextos (un tercio) y la Santa Sede el sexto restante. Si, ya con la parte del papado, resultase insuficiente, el déficit sería cubierto por Venecia y España a partes iguales.[Bi. 20]
- Cada año, en abril a más tardar, debían reunirse en el Mediterráneo Oriental para llevar a cabo las operaciones que las partes hubieran acordado al final de la campaña anterior.[Bi. 20]
- El generalísimo de la Liga será Juan de Austria, y cada nación aportará un capitán general. Estos tres capitanes generales, reunidos en consejo, acordarán el plan anual de operaciones.
- Ninguna de las partes podrá ajustar tregua ni paz con el enemigo sin participación y acuerdo de las otras dos.
- El generalísimo no llevará estandarte propio ni de su nación, sino el especial de la Liga.

Una vez aprobado el tratado, el papa intentó que se uniesen a él Portugal, Francia y Austria, sin conseguirlo. Francia incluso pactó con los turcos.
Mientras tanto, los turcos continuaron con su campaña de conquista de Chipre y formaron una escuadra de 250 velas y 80 000 hombres para devastar y saquear algunos de los puertos venecianos del Adriático. El 4 de agosto, por falta de vituallas, cayó Famagusta, con lo que se completó la conquista turca de Chipre.

### Reunión de las escuadras
Una vez escogido el puerto de Mesina como punto de reunión, comenzaron a llegar a él las diferentes escuadras. Los primeros fueron los venecianos, que llegaron el 23 de julio y aportaron, en ese momento, 48 galeras y cinco galeazas. Poco después arribaron las 12 galeras del papa bajo el mando de Colonna. Juan de Austria y Sancho de Leiva partieron de Barcelona el 20 de julio con las galeras del rey. Recalaron en La Spezia para recoger tropas alemanas e italianas, y llegaron a Nápoles el 9 de agosto, donde el 14 recibió Juan de Austria el estandarte y las insignias de la Liga Santa, diseñados por el papa, y en el que figuraban los símbolos de los tres comandos. El 23 de agosto arribaron a Mesina. Entonces faltaban por llegar las escuadras de Álvaro de Bazán, Juan Andrea Doria, Juan de Cardona y 60 galeras venecianas. A primeros de septiembre ya estaba toda la flota reunida con la siguiente composición:

Representación de la batalla en una pintura de finales del siglo XVI

| Embarcaciones enviadas                                                   | Reino                                                                    | Galeras | Fragatas | Galeazas | Otras |
| ------------------------------------------------------------------------ | ------------------------------------------------------------------------ | ------- | -------- | -------- | ----- |
| Por Felipe II                                                            | España                                                                   | 14      |          |          | ?     |
| Por Felipe II                                                            | Reino de Nápoles                                                         | 30      |          |          |       |
| Por Felipe II                                                            | República de Génova                                                      | 3       |          |          |       |
| Por Felipe II                                                            | Reino de Sicilia                                                         | 10      |          |          |       |
| Por Felipe II                                                            | Ducado de Saboya                                                         | 6       |          |          |       |
| Por Felipe II                                                            | Malta                                                                    | 3       |          |          |       |
| Por Venecia                                                              | República de Venecia                                                     | 106     | 20       | 6        | 14    |
| Estados Pontificios                                                      | Estados Pontificios                                                      | 12      | 6        |          |       |
| Por Juan Andrea Doria                                                    |                                                                          | 11      |          |          |       |
| Armadores particulares (Grimaldi, Negroni, Sauli, Lomelín, Mari, etc...) | Armadores particulares (Grimaldi, Negroni, Sauli, Lomelín, Mari, etc...) | 90      |          |          |       |

Batalla de Lepanto, por José Ferré Clauzel

Las galeazas eran los navíos más potentes gracias a su gran aportación artillera. Las galeras eran impulsadas por remeros profesionales o por «chusma», gente que había sido condenada por cualquier delito a este duro trabajo. Las piezas artilleras de toda la escuadra eran 1250. Pese a la gran cantidad de navíos reunidos, a Juan de Austria le preocupaba el mal estado de muchos de ellos, debido a que muchas de las galeras italianas se habían construido rápidamente y otras tenían los espolones desgastados o podridos a causa de sus largas esperas en los puertos de amarre. Pese a ello se decidió que podrían aguantar.
La Liga Santa logró reunir un total de 91 000 soldados, marineros y chusma, 34 000 soldados, 13 000 tripulantes y 45 000 galeotes. Por la parte real eran 20 231 los soldados, de los cuales solo 8160 eran nativos de la península ibérica, italianos 5000 y alemanes 4987. Además se unieron 1876 caballeros y aventureros. A causa de la escasez de gente en las galeras venecianas, Juan de Austria decide embarcar en ellas a 4000 infantes españoles, para reforzar su guarnición. También embarca a 500 arcabuceros españoles en cada galeaza.

### Salida a la mar de la flota cristiana
El 15 de septiembre zarparon las naves de César Ávalos para esperar al resto de la flota en el golfo de Tarento. El 16 salió el resto de la flota cristiana. En vanguardia iban ocho galeras exploradoras, al mando de Juan de Cardona, general de la escuadra de Sicilia. Sus órdenes eran ir ocho millas por delante del grueso de la fuerza. El resto de la fuerza iba dividida en cuatro cuerpos. Su formación era la del águila, pero sin pico:
- El primero, que será el cuerpo derecho en combate, lo mandaba Juan Andrea Doria, con 54 galeras. Llevan grímpolas verdes.
- El segundo, que será el centro en combate, lo mandaba Juan de Austria, y lleva 64 galeras con grímpolas azules.
- El tercero, cuerpo izquierdo en combate, lo mandaba Agustino Barbarigo y son 53 galeras con grímpolas amarillas.
- Y el cuarto, que es la escuadra de socorro o de reserva en combate, lo mandaba Álvaro de Bazán. Está formado por 30 galeras con grímpolas blancas.

Cada uno de estos cuerpos lleva dos galeazas que, en caso de combate, se pondrían por delante de la formación principal. Los cuerpos estaban formados sin tener en cuenta la procedencia de los buques, intercalando buques venecianos, reales y pontificios. Encontraron un tiempo borrascoso y vientos contrarios, lo que les impidió pasar Otranto hasta el 24 de septiembre, y las galeras dejaron atrás a las naves de vela. Gil de Andrade, que lleva con sus galeras la exploración lejana, informó de que la flota turca se encontraba en el golfo de Lepanto, al resguardo de sus castillos. Juan de Austria decide dirigirse a Corfú y convoca un consejo de guerra, ya que, al haber dejado atrás a las naves de vela, no disponían de medios de sitio para atacar los fuertes de Lepanto. Decidieron embarcar seis piezas gruesas de artillería de la defensa de Corfú y se hicieron a la mar el 30 de septiembre.
Se planteó un problema de competencias entre don Juan y los venecianos, originado en una galera veneciana, donde, por defender cada uno a su gente, se enfrentaron con las armas el capitán de la galera y el capitán de los soldados embarcados, con resultado del veneciano herido. El almirante veneciano, Veniero, hizo que ahorcaran al capitán de los soldados puestos por don Juan, por lo que este convoca consejo de guerra del cual excluye a Veniero, y llama a Barbarigo en su lugar. Juan Andrea Doria se manifiesta partidario de volverse a España y dejar solos a los venecianos, a los que considera poco de fiar, dada su experiencia anterior. Los generales al servicio del rey que hablaron después de él, defendieron esta postura, pero Álvaro de Bazán discrepaba, argumentando que el hecho de que Veniero hubiera hecho un disparate no era motivo para tirar por la borda todo el esfuerzo hecho hasta el momento. Los que hablan después de don Álvaro apoyan su postura. Cierra el consejo don Juan, diciendo «Adelante, sigamos el parecer del marqués», y decidieron salir a la mar muy temprano, formar una línea de combate a 15 millas de las bocas de Lepanto, esperar dos horas y, si el enemigo no saliese, disparar sus cañones y regresar.

## La batalla

### Preparativos de los cristianos

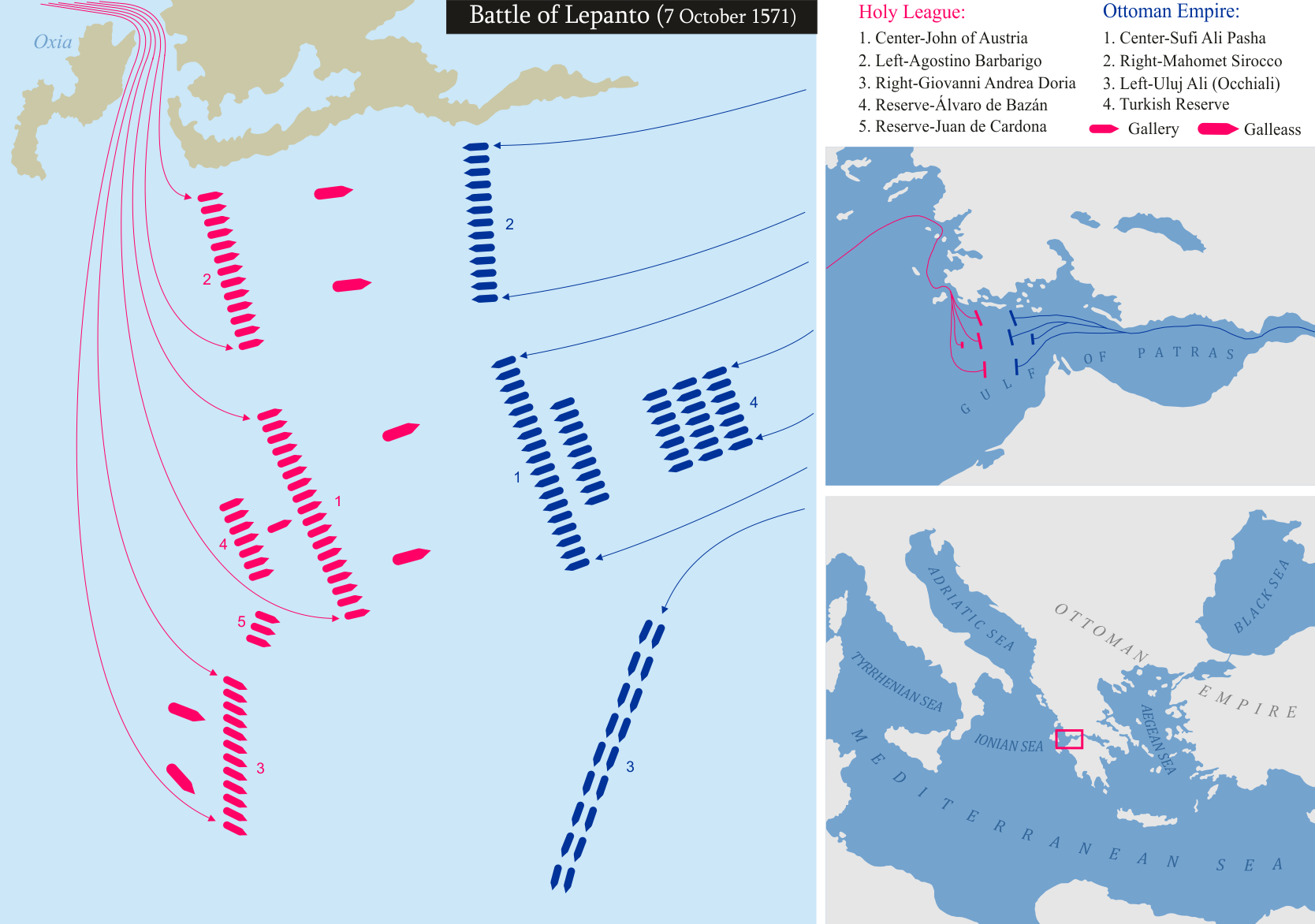
Plano de inicio de la batalla, con ambas flotas enfrentadas en el Golfo de Corinto. Al oeste estaría dispuesta la Liga Santa y al este el Imperio Otomano.

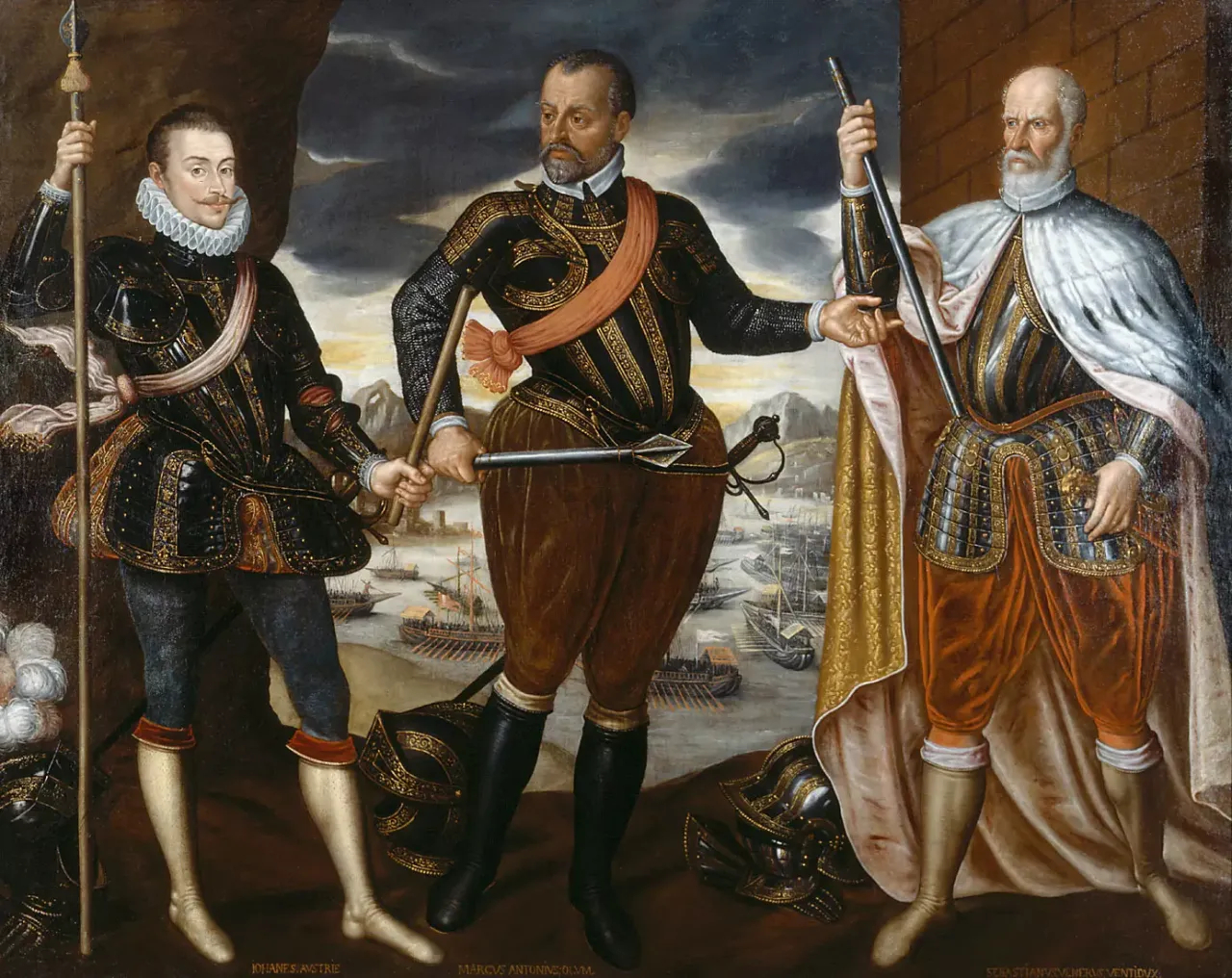
Los vencedores de Lepanto: desde la izquierda, Juan de Austria, Marco Antonio Colonna y Sebastiano Venier.

Los preparativos constan en la orden general de navegación y combate de la batalla de Lepanto dada por Juan de Austria, capitán general de la armada combinada de la Liga Santa o Santa Liga Cristiana, en el puerto de Leguminizi el 9 de septiembre de 1571, que dice:

Deben tener mucho cuidado los que gobiernan la Armada de mantener vivo en sus gentes el espíritu religioso «á tal que Dios nuestro Señor nos ayude en la santa y justa empresa que llevamos».

También se ordenaba que la flota viajase con una avanzadilla 20 o 30 millas delante de la Armada, a cargo de «Fray Pedro Justiniano, prior de Mesina y Capitán General de las galeras de San Juan de Jerusalén, con seis galeras y dos galeotas».
En la misma orden de navegación se ordena que la cuarta escuadra, llamada "El Socorro", compuesta por 29 galeras y capitaneada por «Don Juan de Cardona, Capitán general de las galeras de Sicilia», debía ir en la retaguardia de toda la Armada, recogiendo las galeras que se queden retrasadas y evitando que ninguna se quedase atrás. Las galeras de la escuadra El Socorro llevaban un «gallardete de tafetán blanco con un asta de pica, cuatro brazas encima del fanal».
Se ordenaba, asimismo, que toda la Armada proveyera de abundante agua «donde se hubiere de hacer aguada», que de esta se almacenase en las galeras y que no se gastase más que para lo necesario, ya que al ser tan grande la Armada, se temía tener dificultades para conseguirla en un único punto. Por lo tanto, se ordenaba que intentaran aprovisionarse con una distancia de cinco o seis millas entre cada escuadra y, en caso de tener por necesidad que hacerlo toda la Armada en el mismo punto, que lo hiciera toda la Armada al mismo tiempo. La orden indicaba que la escuadra de vanguardia debía retrasarse a los lugares ordenados y que las galeotas de fray Scipion Ursino y de Francisco de Mecina debían de acudir al marqués de Santa Cruz para recibir órdenes.
Las galeazas, según la citada orden, se distribuirían de la siguiente manera antes de la batalla: la galeaza Capitana y la de Andrea de Pessaro, con la escuadra de batalla para ser remolcadas por esta, y en el momento preciso se colocarían delante de la escuadra «en derecho de la Real á tiro de cañón», esperando la orden para que se sacaran fuera de la batalla. Las dos del duque de Florencia, Capitana y Patrona irían al ritmo de la batalla y lucharían en la parte derecha (Capitana) e izquierda (Patrona) de la Real. Las galeazas de Ambrosio Bragadini y Jacobo Gozo irían con el cuerpo derecho de la Armada a cargo del marqués de Santa Cruz, posicionándose para la batalla delante a la misma distancia; el Marqués se tenía que hacer cargo de remolcarlas y pasarlas delante. Las dos galeazas de Antonio Ragadini y Vicencio Quirini irían en el cuerpo izquierdo a cargo del Proveedor Soranzo, quien se encargaría de remolcarlas y posicionarlas para la batalla.
El 30 de septiembre partió la Armada de los molinos (cerca de Corfú) y arribó a Leguminizi (Albania) llamado antiguamente Epiro, un puerto con abundantes suministros. Llegó una de las fragatas que había llevado Gil de Andrade, avisando que el turco se encontraba en el puerto de Lepanto, antiguo Naupacto, y que había enviado 60 navíos de remo y dos naves a Corn con enfermos para dejarlos allí. Ordenó Juan de Austria a los que estaban retrasados en Corfú que se dieran prisa y que pusieran orden, pues el tiempo era de suma importancia. La Armada siguió en Leguminizi, incluso después de llegar Antonio Colonna (los retrasados en Corfú), por el mal tiempo reinante, salieron del puerto el miércoles, día 3 al amanecer, si bien llevaban preparándose para la batalla desde el día 1. Al llegar ese mismo día 3 a las 9 de la mañana al cabo Blanco, cerca de Cefalonia, Juan de Austria ordenó prepararse para la batalla a toda la Armada. Don Juan fue personalmente por un lado de la Armada poniendo en orden de batalla y por la otra, el comendador mayor de Castilla. Navegaron toda la noche hasta las 4 de la mañana y llegaron al puerto de Fiscardo al norte de la isla de Cefalonia . Llegó ese mismo día un barco desde Candia y les contó que Famagusta había caído en manos del turco y que todos habían sido degollados.
Durante los siguientes días, hasta el de la batalla, fueron aproximándose al puerto de Lepanto, mientras don Juan enviaba vigías por mar y tierra para descubrir la armada turca. El domingo, la guardia que estaba en los calces de la Real, avisó de que había descubierto una vela latina, y al poco toda la Armada turca. Don Juan ordenó subir vigías a los calces y que trataran de contar. Al poco llegaron los vigías de tierra confirmando que se trataba de la armada enemiga. Don Juan mandó disparar una pieza de artillería y otras señales, previstas para avisar de la batalla. Se embarcó en una fragata con Luis Cardona, caballerizo mayor, y con su secretario, Juan Soto, y fue animando a sus soldados hablándoles de la victoria segura, pues iban a pelear por Dios, afirmando que lucharían hasta perder la vida, pues si la perdían, la ganarían.
Poco antes de la batalla, don Juan se puso de rodillas y oró a Dios pidiéndole la victoria para los suyos. Lo mismo hicieron todos los de la galera Real y del resto de la Armada. Tras esto les fue dada la absolución por los padres jesuitas y capuchinos enviados por su Santidad con el jubileo. Don Juan cuenta que, en ese momento, «fue el mar aquietado de tanta bonanza, cuanta se pudo desear y forzó a la armada enemiga a plegar su velas y venir a remo», lo que permitió a la Armada cristiana ponerse en orden de batalla, especialmente el cuerpo izquierdo. Según lo acostumbrado, el «Balsâ» disparó una pieza para pedir batalla, que fue contestada por don Juan con otra aceptando. Tras navegar una o dos millas en dirección al «Balsâ», «mandó don Juan segundar otra vez significando que aseguraba la batalla». A la vista de la cantidad de velas, algunos propusieron reunión del consejo de guerra, a lo que don Juan respondió: «Señores, ya no es hora de deliberaciones, sino de combatir».

### Preparativos de los turcos
Alí había llamado a todos sus almirantes para concentrar sus fuerzas en Lepanto. El último en llegar fue Mahomet, bey de Negroponte, con 60 galeras y 3000 soldados.
En total reunieron 210 galeras, 87 galeotas y 120 000 combatientes, de los cuales 50 000 eran soldados, 15 000 tripulaciones y 55 000 galeotes. La «chusma» estaba compuesta de prisioneros cristianos capturados en distintas batallas o asedios. Además, las piezas artilleras ascendían a 750, menos que las cristianas, aunque los arqueros llevaban flechas envenenadas y fueron muy útiles en los abordajes. Al igual que la flota cristiana, están divididos en cuatro cuerpos. Su formación era de media luna.
- El primero, cuerpo derecho, al mando de Mahomet Siroco, gobernador de Alejandría, formado por 54 galeras y 2 galeotas.
- El segundo, centro, mandado por Alí Bajá, general en jefe, con 87 galeras y 32 galeotas.
- El tercero, cuerpo izquierdo, lo manda el corsario Cara Hodja (Kodja) con 61 galeras y 32 galeotas.
- El cuarto, o escuadra de reserva o socorro, lo manda Murat Dragut, y tiene 8 galeras y 21 galeotas y fustas.

Las órdenes eran terminantes. El gran señor Selim II ordenó a Alí salir a la mar en busca de los cristianos y combatirlos donde los encontrara. Cuando avistan a la flota cristiana, Pentev y Uluj Alí recomiendan retroceder y ponerse bajo la protección de los castillos, pero Alí, cumpliendo órdenes, manda atacar.

### El combate

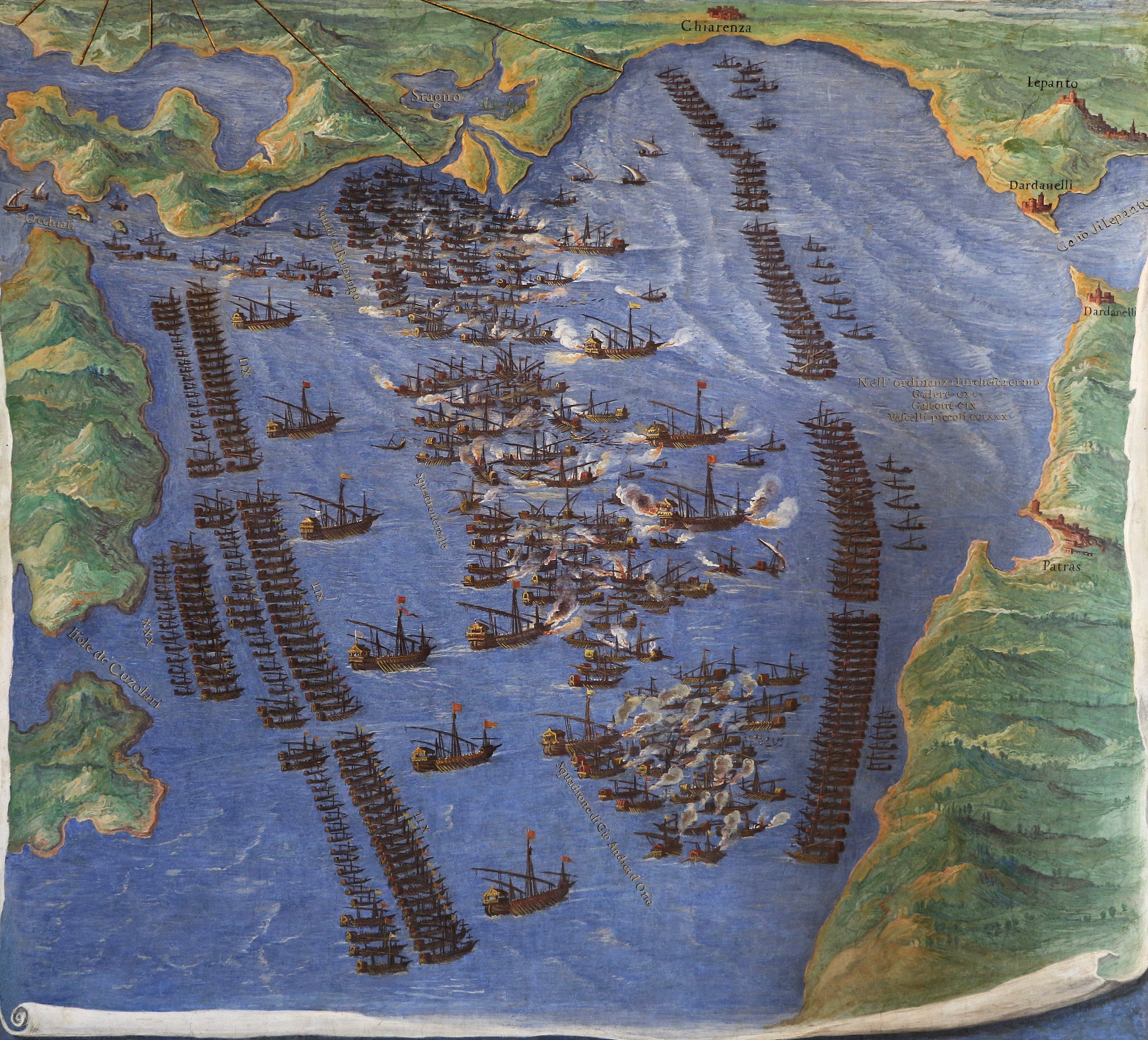
Fresco de la batalla en el museo del Vaticano

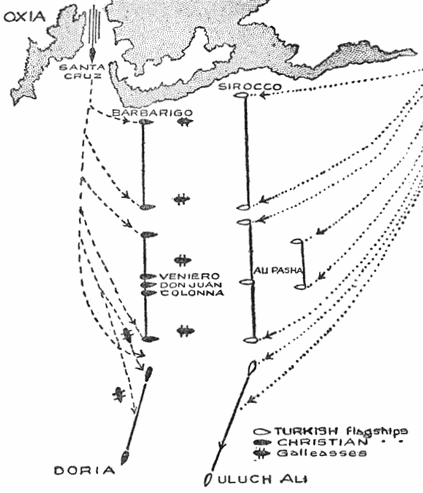
Formación de ambos contingentes en la batalla

La flota de la Liga Santa, en formación de combate, emergió por la brecha que dejaban las islas de Kouhtsilaris y Oxía, seguida del ala derecha, que daba al mar abierto, al mando de Gian Andrea Doria y el ala izquierda, más próxima a la costa, estaba al mando de Barbarigo. La división de reserva, dirigida por el marqués de Santa Cruz, aún no había alcanzado las islas y probablemente rebasó Oxia por el oeste. Al llegar el marqués felicitó a Juan de Austria por haber encontrado al enemigo, pero Gian Andrea Doria no compartía su entusiasmo, ya que creía que eran los otomanos los que los habían localizado a ellos primero.
Cuando las fuerzas avanzaban, se toparon con un cambio en la dirección del viento, que comenzó a venir desde el oeste, lo que beneficiaba a la flota católica. Los sacerdotes de las galeras cristianas, que eran jesuitas en el caso de los Habsburgo y franciscanos en las venecianas, creyeron que aquello se debió a una intervención divina.
Pese a contar con un número similar de soldados, los galeotes de las galeras de los Habsburgo y del papa, desprotegidos y mal armados, debieron ser de escasa utilidad. Sin embargo, en el caso de las venecianas, aunque insuficientemente preparadas, contaban con casi todos los remeros reclutados y bien equipados, por lo que casi triplicaban el número de combatientes. Los hombres de las galeras de Creta, Dalmacia y las islas Jónicas estaban entre los mejor equipados.
Según Rufo en La Austriada, los otomanos contaban con:

Bombas de fuego, máquinas terribles
de alquitrán, que en el agua más se enciende;
astas y flechas, llenas de empecibles;
yerbas, cuyo veneno presto ofende;
Arcabuzes, mosquetes insufribles,
cañones, de quien nadie se defiende;
Y mucha confianza en la batalla,
que es la mejor ventaja que se haya
La Austriada 

Según el historiador de Cambridge Hugh Bicheno, el "arma secreta" de la Liga Santa fue la habilidad de la Infantería de Marina española para usar picas a la hora de abordar las galeras.
En un primer momento el contingente dirigido por Mehmed Sirocco y Caur Alí rodea por el flanco izquierdo a la flota cristiana. Barbarigo los interceptará y combatirá con las cuatro primeras galeras que fueron llegando y, posteriormente, se encargará de ellos el grupo napolitano-veneciano de Canal. Posteriormente se aproxima el grupo de diez galeras de Padilla.
El grupo de galeras de Creta, Dalmacia y Cefalonia logrará derrotar a las galeras de Estambul que les tocaron en frente. El grupo de galeras del papa y de la República de Génova logrará introducirse en la brecha que había abierto en las líneas enemigas la galeaza de Ambrosio Bragadino. De esta forma consiguieron rodear a los otomanos para rodar a las galeras de Rodas por la espalda. En ese mismo grupo de galeras estaba la Marquesa, donde iba Cervantes.
La galeaza de Antonio Bragadino desordena las galeras de Siria y Anatolia, propiciando que las galeras venecianas y de las islas, al mando de Giovanni Contarini, pudieran derrotarlas. Posteriormente, las galeras venecianas se dirigirán hacia el norte.
El grupo de galeras de Nápoles y Venecia comandado por Marco Quirini logrará, junto con las naves del Papado y Génova, al mando de Orsino, derrotar al frente de Rodas. Posteriormente Marco Quirini pone rumbo hacia el norte con sus galeras y Orsino se dirige hacia el sur.
Más adelante las galeazas de Andrea di Pesaro y Francesco Duodo rompen la línea otomana. Tras esto las unidades más potentes se concentran en torno a las naves capitanas de ambas flotas. En el caso cristiano, la capitana era la galera La Real, comandada por Juan de Austria, y en el caso otomano la galera La Sultana.
En cuanto las atestadas galeras de fanal se agolparon en el centro, no hubo espacio para elaboradas maniobras tácticas. La Sultana se estrelló contra el lado babor de La Real. Los jenízaros asaltaron la proa del barco pero fueron barridos por la artillería. Los cristianos aprovecharon aquello para ganar el primer envite y luego, durante una hora más o menos, se sucedieron los ataques y contraataques en la cubierta de la galera otomana. Durante todo ese tiempo las galeras de apoyo no dejaron de suministrar refuerzos a las dos grandes galeras a través de las escaleras situadas en ambas popas.
El flanco izquierdo de la línea de batalla otomana se situará frente al flanco derecho de la flota cristiana, defendido por galeras maltesas. Los otomanos derrotarán ahí a las aisladas galeras de fanal de Saboya (Moreto) y Niccòlo Doria (Polidoro). El grupo de Cardona, aunque llega tarde, consigue cargar en la brecha entre la línea de batalla de la Liga Santa y el ala derecha. El escuadrón izquierdo de Venecia es atacado duramente por galeras de Anatolia y galeotas argelinas.
El escuadrón exterior veneciano del lado derecho es casi aniquilado por las galeras que tuvieron en su frente: las de Estambul y Negroponte y las galeotas argelinas dirigidas por Uluch Alí y su hijo Kara Bey. Junto a esas galeras casi exterminadas, el grupo de galeras genovesas, sicilianas y napolitanas, que se hallaba en el extremo derecho, decide unirse al escuadrón de Juan Andrea Doria, que se encontraba tras ellos, y mientras lo hicieron controlaban a las galeras sirias que avanzaban.

### Descripción de Luis de Córdoba de la batalla
Jamás se vio batalla más confusa; trabadas de galeras una por una y dos o tres, como les tocaba... El aspecto era terrible por los gritos de los turcos, por los tiros, fuego, humo; por los lamentos de los que morían.  Espantosa era la confusión, el temor, la esperanza, el furor, la porfía, tesón, coraje, rabia, furia; el lastimoso morir de los amigos, animar, herir, prender, quemar, echar al agua las cabezas, brazos, piernas, cuerpos, hombres miserables, parte sin ánima, parte que exhalaban el espíritu, parte gravemente heridos, rematándolos con tiros los cristianos. A otros que nadando se arrimaban a las galeras para salvar la vida a costa de su libertad, y aferrando los remos, timones, cabos, con lastimosas voces pedían misericordia, de la furia de la victoria arrebatados les cortaban las manos sin piedad, sino pocos en quien tuvo fuerza la codicia, que salvó algunos turcos.
Luis Cabrera de Córdoba

## Resultados de la batalla
En Petala los cristianos efectúan el recuento de bajas. Se contabiliza la pérdida de 12 galeras cristianas (aunque luego ascendieron a 40 por los graves daños sufridos) y de 7600 hombres, de los que 2000 eran españoles, 880 de la escuadra del papa y 4800 venecianos. Hubo 14 000 heridos. Se cuentan «170 galeras y 20 galeotas de 12 bancos arriba» apresadas a los turcos, de las que solo 130 estaban útiles; las otras 60 fueron quemadas. Se hicieron 5000 prisioneros y se liberó a 12 000 cautivos cristianos. Se estimaron entre 25 000 y 30 000 los muertos del bando turco. Cabe hacer algunas observaciones:

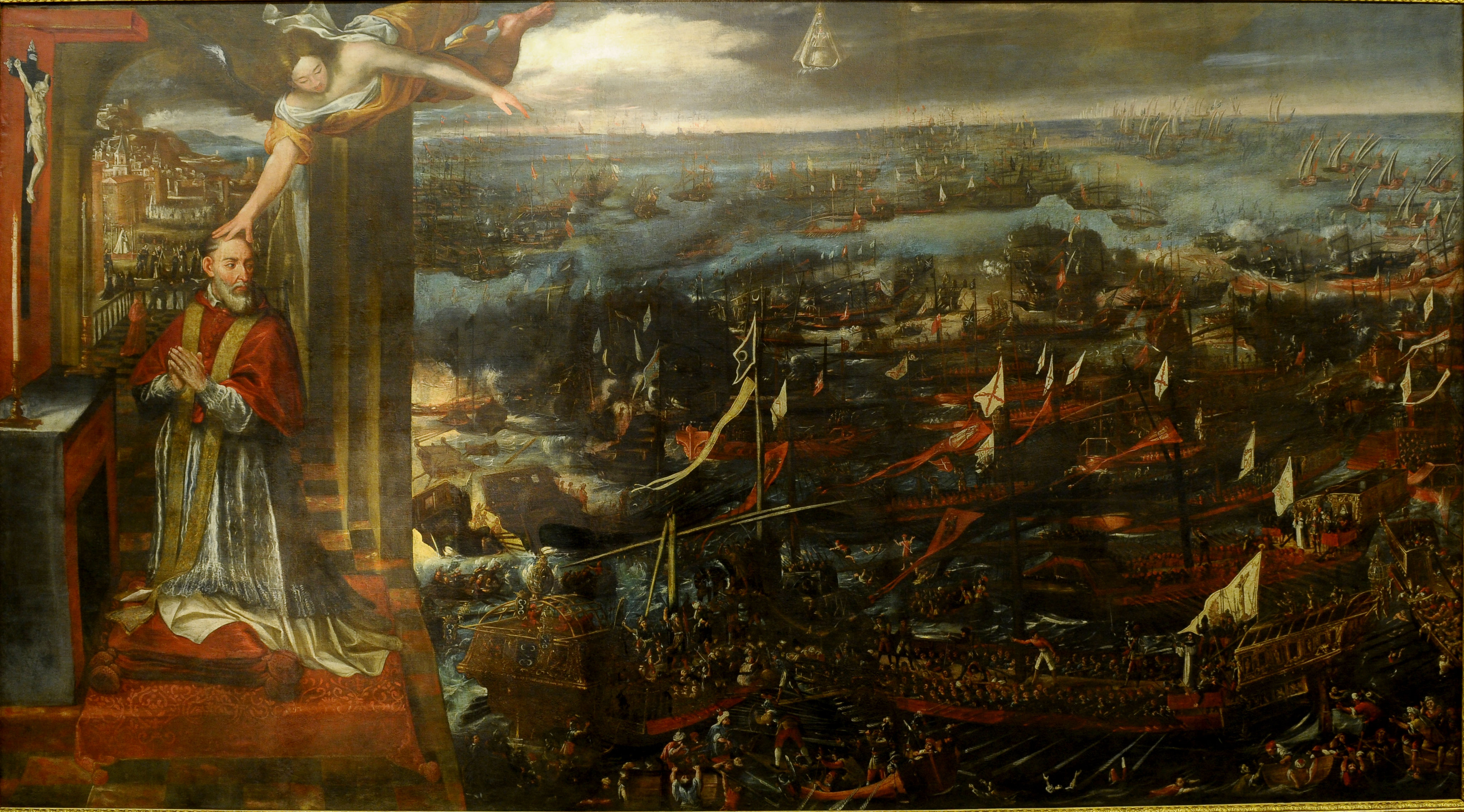
Revelación a san Pío V de la victoria de la Santa Liga en Lepanto

- Aunque los turcos tenían más hombres y más naves que los cristianos, las galeotas no podían oponerse a las galeras.
- En las galeras turcas, salvo en las 40 o 50 galeras reales, había menos hombres de guerra que en las cristianas, gracias a la previsión de don Juan de embarcar tropas españolas en las galeras venecianas.
- Los cristianos usaban arcabuces, mientras que los turcos preferían las flechas. Consideraban que en el tiempo de cargar un arcabuz un arquero podía disparar seis flechas. Pero ni los daños, ni el alcance, ni la puntería eran comparables.
- En Mesina, don Juan había ordenado rebajar los espolones de las galeras y serrar las esculturas de adorno de proa, con lo que los cañones tenían más campo de tiro.
- Pese a la esperanza puesta en ellas, la potencia artillera de la galeazas no tuvo casi influencia en el combate, pero sirvieron para desbaratar la formación de combate turca, al adelantarse su cuerno derecho.
- La victoria de la batalla fue atribuida a la Virgen del Rosario, por haberse celebrado el primer domingo de octubre, fecha en la que las cofradías del Rosario, fundadas por la Orden de Predicadores a la que pertenecía el papa san Pío V. Dicho papa, que organizó un rosario público el día de la batalla naval en la basílica de Santa María la Mayor, estableció la fiesta de la Virgen de las Victorias el primer domingo de octubre, que poco después, en 1573, Gregorio XIII la denominó fiesta de la Virgen del Rosario, y la trasladó al 7 de octubre.[3]

## Consecuencias
La batalla fue una significativa derrota para los otomanos, que no habían perdido una gran batalla naval desde el siglo XV. Sin embargo la Liga Santa falló al capitalizar la victoria. Mientras que la derrota otomana ha sido citada como un punto de inflexión histórico en el estancamiento del avance territorial del imperio otomano, como así fue, no significó en aquel momento una inmediata retirada de los turcos. A pesar de que la batalla confirmó la división de facto del Mediterráneo, con una mitad oriental bajo el control otomano y una región occidental bajo los Habsburgo y sus aliados italianos, deteniendo la amenaza que suponían los otomanos a los territorios italianos, la Liga Santa no recuperó ningún territorio perdido previamente a Lepanto. Así los resume un historiador:

La derrota turca supuso detener la expansión otomana en el Mediterráneo, así como también supuso asegurar el dominio en Occidente y la confianza en el oeste de que los turcos, antes imparables, podían ser derrotados.
Paul K. Davis

Los otomanos fueron rápidos en reconstruir su armada. Para 1572, a los seis meses de la derrota, más de 150 galeras, 8 galeazas y más de 250 barcos fueron construidos, incluyendo ocho de los más grandes barcos capitanes jamás vistos en el Mediterráneo. Con esta nueva flota el Imperio Otomano fue capaz de volver a asegurar su supremacía en el Mediterráneo Oriental. El ministro encargado por el Sultán Selim II, el Gran Visir Mehmed Solkullu, incluso se jactó delante del emisario veneciano Marcantonio Barbaro alegando que el triunfo cristiano sobre Lepanto no había supuesto ningún daño al Imperio Otomano, mientras que la captura de Chipre por los turcos en el mismo año había supuesto un golpe significativo:

Vienes a ver cómo soportamos nuestra desgracia. Pero quiero que sepas la diferencia entre tu pérdida y la nuestra. Cuando os arrebatamos Chipre, os privamos de un brazo; al derrotar a nuestra flota, sólo nos has afeitado la barba. Un brazo cortado no puede crecer de nuevo; pero una barba esquilada crecerá mejor para la navaja...

En 1572, la flota aliada cristiana volvió a la mar y se encaró con una renovada flota turca de más de 200 naves bajo las órdenes de Kılıç Ali Pasha, pero el comandante otomano evitó activamente enfrentarse a los aliados y volvió a la seguridad de la fortaleza de Modon. La llegada de una escuadra española de 55 naves favoreció aún más a los aliados y abría la posibilidad a un golpe decisivo sobre los otomanos, pero las fricciones entre los líderes cristianos y las reticencias de Don Juan desperdiciaron la oportunidad.
Pío V murió el 1 de mayo de 1572. Los intereses divergentes de los miembros de la Liga se empezaron a mostrar, y la alianza acabó por romperse. En 1573 la Liga Santa fracasó en su intento de tomar Navarino. En su lugar Don Juan ataca y toma Túnez, para finalmente ser reconquistada por los otomanos un año después, en 1574. Venecia que temía la pérdida de sus posesiones en Dalmacia, una posible invasión del Friul y estaba deseosa de cortar con sus pérdidas y retomar el comercio con los otomanos, inició unilateralmente las negociones con la Sublime Puerta, el consejo de gobierno del Imperio Otomano.

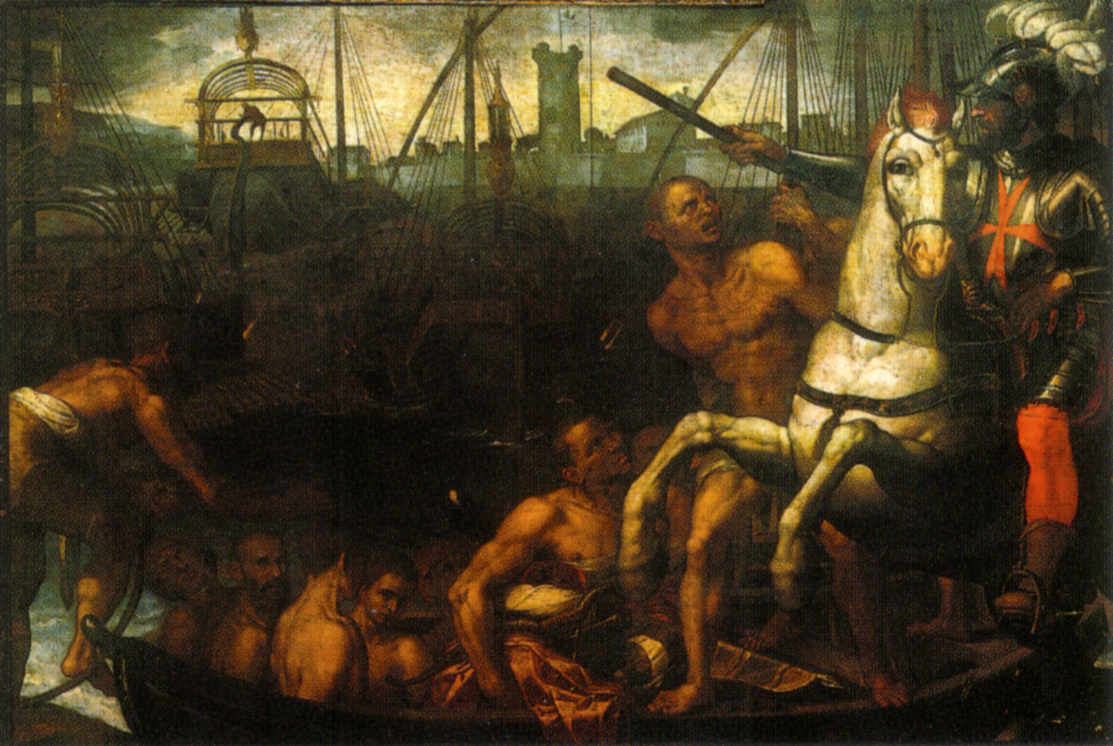
Jacopo Ligozzi, El retorno de los caballeros de San Estebán de la batalla de Lepanto (c. 1610, Santo Stefano dei Cavalieri, Pisa)

La Liga Santa se dio por desbandada con el tratado de paz del 7 de marzo de 1573, que concluyó con la guerra veneciana-otomana. Venecia fue forzada a aceptar los términos de un perdedor a pesar de la victoria en Lepanto. Chipre fue formalmente cedida al Imperio Otomano, y Venecia acordó pagar una indemnización de 300 000 ducados. Además la frontera entre las dos potencias en Dalmacia fue modificada por la ocupación turca de pequeñas áreas del hinterland pero que incluían valles muy fértiles cercanos a las ciudades, lo que tuvo efectos adversos para el economía de las ciudades venecianas en Dalmacia.
En 1574, los otomanos reconquistan la ciudad de Túnez de la dinastía Hafsid apoyada por los españoles, que se había reinstaurados después de que las tropas de Juan de Austria conquistaran la ciudad a los turcos el año anterior. Gracias a la fuerte alianza franco-otomana, los otomanos fueron capaces de retomar la actividad naval en el Mediterráneo occidental. En 1576, los otomanos asistieron a la captura de Fez en Marruecos por Abdul Malik. Esto reforzaría aún más las conquistas otomanas en Marruecos que comenzaron bajo Solimán el Magnífico. El establecimiento de un protectorado otomano sobre la región supuso el control de toda la costa mediterránea sur bajo los turcos desde el Estrecho de Gibraltar hasta Grecia, con la excepción de las plazas de Ceuta, Melilla y Orán, controladas por los españoles. Sin embargo, después de 1580, el Imperio Otomano no pudo competir con los avances en la tecnología naval europea, especialmente el galeón y la línea de batalla que empezaban a ser usados por la Armada Española.
El éxito de los españoles en el Mediterráneo perduró hasta la mitad del siglo XVII. Navíos españoles se aventuraron a atacar la costa de Anatolia, derrotando grandes flotas otomanas en la batalla del cabo Corvo y la batalla naval del cabo Celidonia, la segunda de las cuales denotó la creciente superioridad técnica de las armadas europeas ante las musulmanas, y así mismo se llegaría a bombardear en 1616 la propia capital otomana de Constantinopla. Larache y La Mamora, en la costa marroquí atlántica y el islote del Peñón de Alhucemas en el Mediterráneo, fueron tomados a los otomanos (aunque Larache y La Mamora se perderían poco después). La expansión otomana por el Mediterráneo cambió según los otomanos fueron cambiando de objetivo, la guerra por tierra contra Austria por un lado, culminando en la Gran Guerra Turca de 1683-1699 y la Guerra con la Persia safávida por el este.

## La batalla de Lepanto en la cultura y las artes

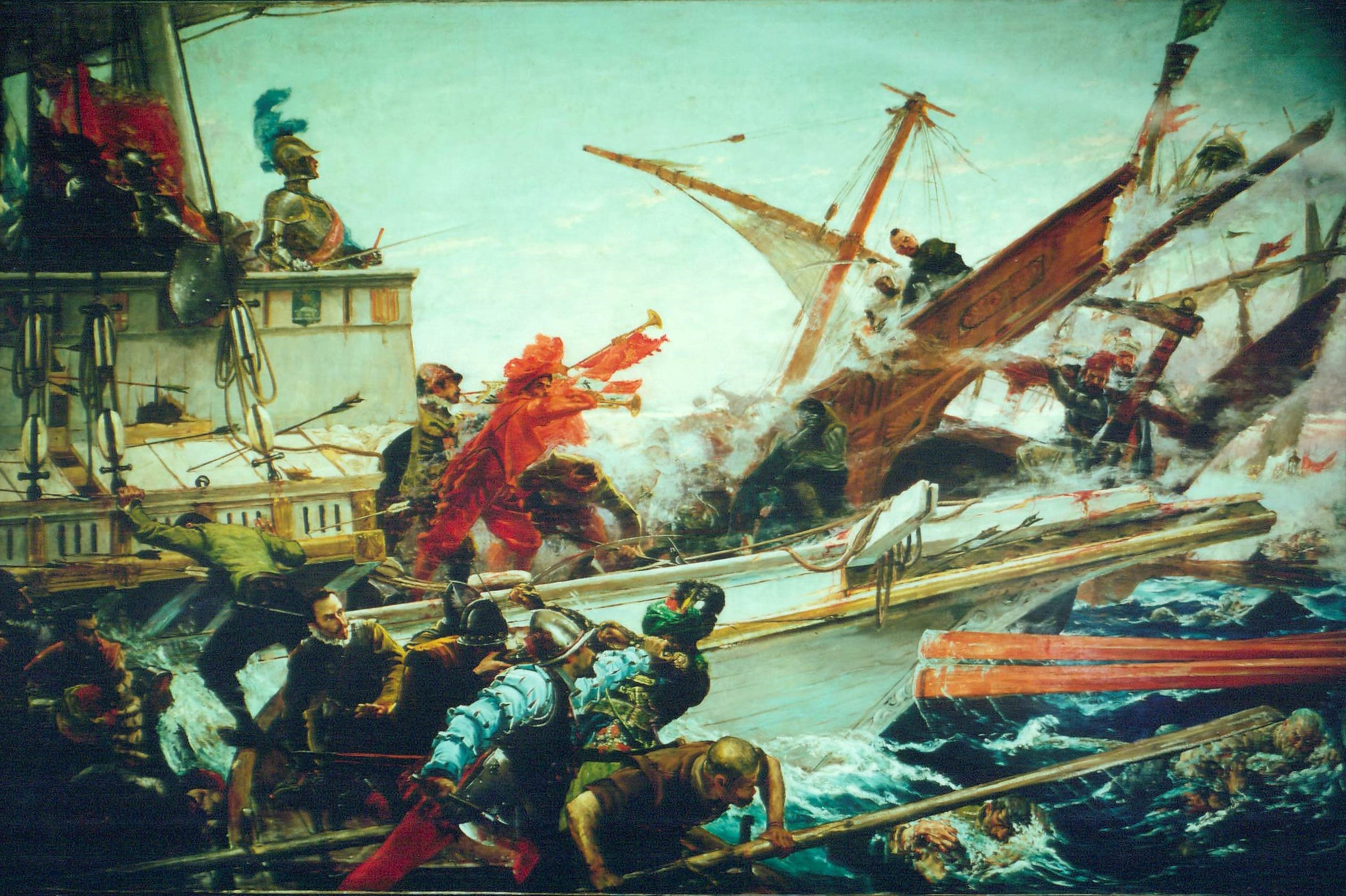
Cuadro de "La Batalla de Lepanto de 1571", pintado por Juan Luna y situado en el Senado de España.

Una batalla como esta tenía que inspirar epopeyas cultas en verso castellano y latino; José López de Toro las estudió en su libro Los poetas de Lepanto (Madrid: Instituto Histórico de la Marina, 1950). El humanista negro Juan Latino fue el primero; en menos de un año compuso en hexámetros los dos cantos de su Austriadis Carmen (1572), impreso más tarde. En hexámetros latinos también escribió un poema más corto Francisco Pacheco y se conserva inédita la epopeya latina en seis libros escrita en Guatemala por el humanista Francisco de Pedrosa Austriaca sive Naumachia (1580). Destaca también Epinicium carmen de Juan Verzosa. En verso catalán se imprimió La singular y admirable victòria que per la gràcia de N. S. D. obtingué el Sereníssim senyor don Joan d'Àustria de la potentíssima armada turquesca, de Juan Pujol (Barcelona, 1574); el poeta portugués Jerónimo Corte-Real escribió otra en castellano, Austríaca o Felicissima Victoria... (Lisboa, 1578). Lope de Vega se refirió a la batalla en varios pasajes y en su comedia La santa Liga; Fernando de Herrera le dedicó unas famosas estancias, y, en prosa, la Relación de la Guerra de Chipre y Sucesso de la Batalla Naual de Lepanto (Sevilla, 1572), además de un soneto; Juan Rufo le dedicó su Austriada (1584); Alonso de Ercilla describió la batalla en un pasaje de La Araucana; Jacobo VI de Escocia escribió el poema The Lepanto (1585) y otros y no pocos ingenios del Siglo de Oro y del extranjero cantaron la victoria. Incluso pasó al teatro; Miguel de Cervantes, quien describió la batalla en su Epístola a Mateo Vázquez, le dedicó, probablemente, su perdida comedia La batalla naval; y desde un punto de vista popular, se escribió después El águila del agua (1642) de Luis Vélez de Guevara. Pero tal vez el mejor poema sobre esta batalla es Lepanto (1911), del inglés católico G. K. Chesterton, donde se contrapone el fatalismo de la filosofía determinista del Islam y el calvinismo al libre albedrío del catolicismo, representado por don Juan de Austria, y se reconoce que España ganó la libertad para Europa: «La fría reina de Inglaterra se mira en el espejo; / la sombra de los Valois bosteza en la misa; / de las irreales islas del ocaso retumban los cañones de España». Al respecto escribió su traductor Jorge Luis Borges:

Creo [...] que Lepanto es una de las páginas de hoy que las generaciones del futuro no dejarán morir. Una parte de vanidad suele incomodar en las odas heroicas; esta celebración inglesa de una victoria de los tercios de España y de la artillería de Italia no corre ese peligro. Su música, su felicidad, su mitología, son admirables. Es una página que conmueve físicamente, como la cercanía del mar.
Prólogo a La cólera de las rosas. Ensayos escogidos de Chesterton,  Jorge Luis Borges

La gran victoria de Felipe II se aseguró buenas y prestigiosas ilustraciones; encargó al pintor genovés Luca Cambiaso seis grandes lienzos que ilustraran la batalla para el Monasterio de San Lorenzo de El Escorial; como ya había hecho lo propio para un ciclo de tapices para el príncipe Andrea Doria, repitió sus composiciones. También el primer marqués de Santa Cruz mandó hacer un fresco en el techo de la sala principal de su palacio en Viso del Marqués, pero se hundió a causa del terremoto de Lisboa en 1755. El pintor manierista Giorgio Vasari pintó un fresco, Las armadas de la Santa Liga y la otomana enfrentadas y otras varias en la Sala regia del Vaticano. Para sustituir una pintura sobre el mismo tema de Jacopo Tintoretto perdida en un incendio en 1577, Vicentino Colonna pintó La bataglia di Lepanto para el Palazzo Ducale de Venecia, y es uno de los cuadros más famosos que reflejan esta contienda, aunque el héroe del cuadro no es precisamente Juan de Austria, sino el almirante veneciano Sebastiano Venier. Paolo Veronese pintó otra Batalla de Lepanto que está en la Galería de la Academia de Venecia, y asimismo Valdés Leal pintó otra para la Iglesia de la Magdalena de Sevilla. Hay otra de H. Letter en el National Maritime Museum de Londres; se inspira en un grabado de Martin Rota. En el Museo Naval de Madrid existe el cuadro Visión del papa Pío V de la victoria de Lepanto y en el Museo Casa de Cervantes existe otra representación anónima. Por último, el pintor filipino, entonces español, Juan Luna Novicio, pintó La batalla de Lepanto en 1887 para el palacio del Senado en Madrid.
En Venecia G. Zarlino fue el encargado de componer la música para festejar la victoria. El organista de la Basílica de San Marcos Andrea Gabrieli escribió inspirándose en la batalla su madrigal o cantana semidramática Asia felice, cantada por tres coros en el carnaval de 1572. En el terreno musical hay un Cervantes en Lepanto (abril de 1876) de Emilio Arrieta que pone música a la narración de la batalla por Cervantes en los tercetos de la Epístola a Mateo Vázquez.
La batalla es narrada gráficamente en el número 2 y el número 159 de las revistas mexicanas de historietas Epopeya y Clásicos Ilustrados, del 1 de julio de 1958 y del 31 de mayo de 1970, respectivamente, con el mismo título La batalla de Lepanto.